# Lipa drobnolistna w Lewinie Brzeskim
Lipa w Lewinie Brzeskim – lipa drobnolistna, pomnik przyrody zlokalizowana w Lewinie Brzeskim przy ul. Zamkowej, w bezpośrednim sąsiedztwie zrujnowanego kościoła ewangelickiego.
Drzewo ma około 130 lat, 337 cm obwodu w pierśnicy, 20 metrów wysokości, pierwsze konary na wysokości 2,5 metra, pień gruby i prosty, dwie dziuple (na wysokości 2 i 2,5 metra) oraz nieregularną koronę o rozpiętości 12x14 metrów.